# ألبرت ريد (سياسي)
ألبرت ريد (بالإنجليزية: Albert Reid) هو سياسي أسترالي، ولد في 25 يوليو 1886 في أستراليا، وتوفي في 22 مايو 1962 في سيدني في أستراليا. حزبياً، نشط في الحزب الوطني الأسترالي. وقد انتخب عضو الجمعية التشريعية نيو ساوث ويلز عن دائرة Electoral district of Young ‏ (11 يونيو 1932 – 18 أبريل 1941) وانتخب عضو الجمعية التشريعية نيو ساوث ويلز عن دائرة Electoral district of Young ‏ (8 أكتوبر 1927 – 18 سبتمبر 1930) وانتخب عضو مجلس الشيوخ الأسترالي ‏ عن دائرة نيوساوث ويلز ‏ (22 فبراير 1950 – 22 مايو 1962).